# Eunice madeirensis
Eunice madeirensis är en ringmaskart som beskrevs av Baird 1869. Eunice madeirensis ingår i släktet Eunice och familjen Eunicidae. Inga underarter finns listade i Catalogue of Life.